# ژان ملیه ۷۰۶۲
سیارک ۷۰۶۲ (به انگلیسی: 7062 Meslier، نامگذاری:1991PY5) هفت هزار و شصت و دومین سیارک کشف شده‌است که در ۶ اوت ۱۹۹۱ کشف شد.
قدر مطلق سیارک برابر ۱۳٫۱۰ است.